# カウノス

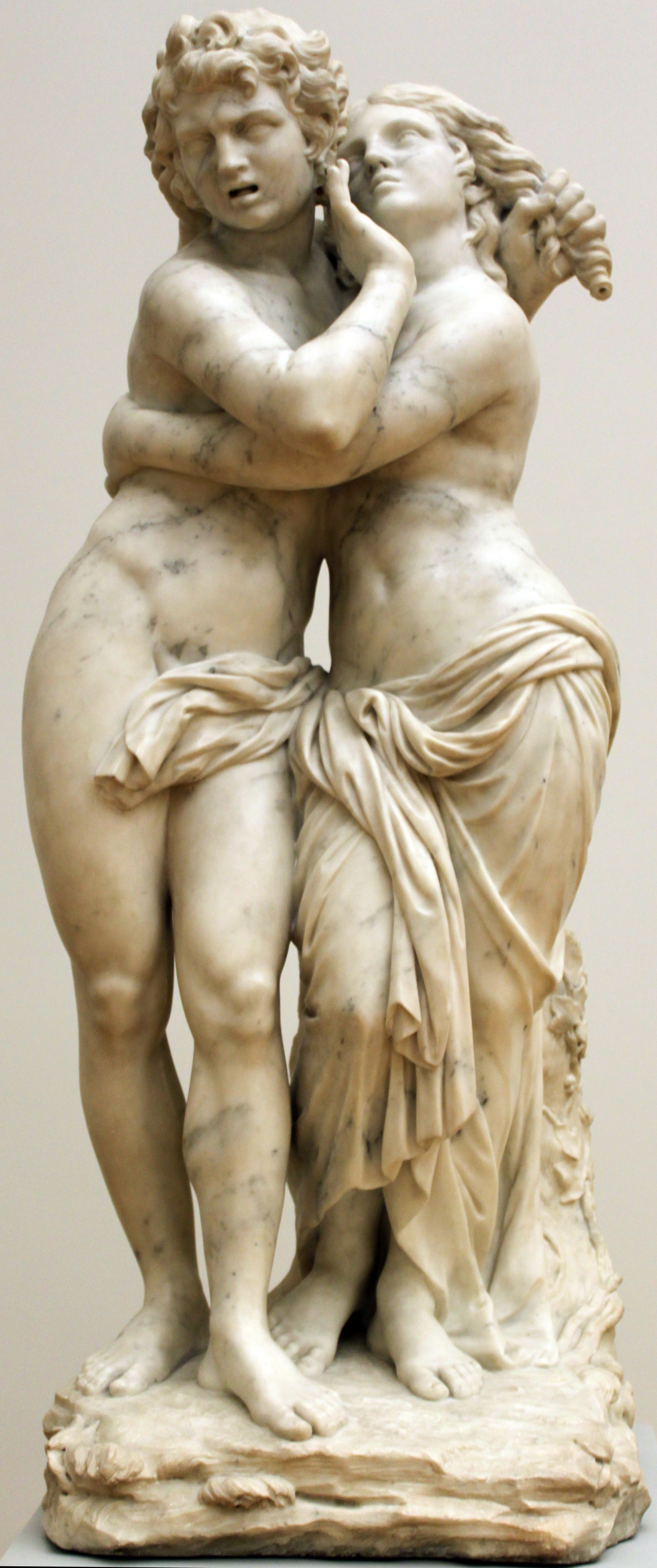
ビュブリスとカウノス by ローレント・デルヴォー, 1734, ボーデ博物館.

カウノス（ギリシャ語:Καῦνος）は、ギリシア神話の登場人物。アポローンの孫でミレトスとキュアネエの息子。ビュブリスの双子の兄である。自分に恋をした妹ビュブリスの思いを拒絶し、故国を去って、異境の地に新しい都市を建設した。